# Municipio de Bourbon (condado de Callaway)
El municipio de Bourbon (en inglés: Bourbon Township) es un municipio ubicado en el condado de Callaway en el estado estadounidense de Misuri. En el año 2010 tenía una población de 2059 habitantes y una densidad poblacional de 18,34 personas por km².

## Geografía
El municipio de Bourbon se encuentra ubicado en las coordenadas 38°54′43″N 92°5′30″O / 38.91194, -92.09167. Según la Oficina del Censo de los Estados Unidos, el municipio tiene una superficie total de 112.26 km², de la cual 110,47 km² corresponden a tierra firme y (1,59 %) 1,78 km² es agua.

## Demografía
Según el censo de 2010, había 2059 personas residiendo en el municipio de Bourbon. La densidad de población era de 18,34 hab./km². De los 2059 habitantes, el municipio de Bourbon estaba compuesto por el 95,29 % blancos, el 1,07 % eran afroamericanos, el 0,58 % eran amerindios, el 0,24 % eran asiáticos, el 0,19 % eran de otras razas y el 2,62 % eran de una mezcla de razas. Del total de la población el 0,97 % eran hispanos o latinos de cualquier raza.